# 296 Phaëtusa
Phaëtusa /feɪ.əˈtjuːsə/ (định danh hành tinh vi hình: 296 Phaëtusa) là một tiểu hành tinh cỡ nhỏ ở vành đai chính. Ngày 19 tháng 8 năm 1890, nhà thiên văn học người Pháp Auguste H. Charlois phát hiện tiểu hành tinh Phaëtusa khi ông thực hiện quan sát ở Nice, Pháp và đặt tên nó theo tên Phaethusa trong thần thoại Hy Lạp.